# Maynor Figueroa
Maynor Alexis Figueroa Róchez (ur. 2 maja 1983 w Jutiapie) – honduraski piłkarz występujący na pozycji środkowego lub lewego obrońcy. Wieloletni kapitan reprezentacja Hondurasu oraz rekordzista pod względem liczby występów.

## Kariera klubowa
Na początku kariery grał w Victorii La Ceiba oraz w Olimpii Tegucigalpa, gdzie był kapitanem.
W 2008 roku został wypożyczony do Wigan Athletic. W ekipie Wiganu Athletic zadebiutował 16 sierpnia w przegranym 2:1 ligowym spotkaniu z West Hamem United. Po dwóch wypożyczeniach, w grudniu 2008 roku Wigan wykupił Figueorę. W sezonie zdobył z klubem Puchar Anglii, ale nie udało się Wigan utrzymać w Premier League.
17 czerwca 2013 roku podpisał dwuletni kontrakt z Hull City. W 2015 grał w Colorado Rapids, a w 2016 trafił do FC Dallas. W 2019 roku został piłkarzem Houston Dynamo.

## Kariera reprezentacyjna
W reprezentacji Hondurasu wystąpił ponad 160 razy i jest rekordzistą pod względem liczby rozegranych meczów. Aktualnie jest jej kapitanem. W kadrze zadebiutował 31 stycznia 2003 roku w meczu z Argentyną. Pierwszego gola zdobył w starciu z Trynidadem i Tobago 6 lipca 2005 roku. Z Hondurasem występował na Złotym Pucharze CONCACAF: 2005, 2007, 2011, 2015, 2017 i 2019. W 2005 i 2011 roku dotarł do półfinału rozgrywek.
Figueroa grał również na Mundialu 2010 i Mundialu 2014.
| Reprezentacja | Rok   | Występy | Gole |
| ------------- | ----- | ------- | ---- |
| Honduras      | 2003  | 3       | 0    |
| Honduras      | 2004  | 13      | 0    |
| Honduras      | 2005  | 9       | 1    |
| Honduras      | 2006  | 4       | 1    |
| Honduras      | 2007  | 17      | 0    |
| Honduras      | 2008  | 11      | 0    |
| Honduras      | 2009  | 9       | 0    |
| Honduras      | 2010  | 9       | 0    |
| Honduras      | 2011  | 9       | 0    |
| Honduras      | 2012  | 8       | 0    |
| Honduras      | 2013  | 9       | 1    |
| Honduras      | 2014  | 11      | 1    |
| Honduras      | 2015  | 15      | 0    |
| Honduras      | 2016  | 7       | 0    |
| Honduras      | 2017  | 13      | 1    |
| Honduras      | 2018  | 3       | 0    |
| Honduras      | 2019  | 12      | 1    |
| Honduras      | 2020  | 1       | 0    |
| Honduras      | 2021  | 2       | 0    |
| Razem         | Razem | 165     | 6    |